# Mariana Magaña
Mariana Magaña Inzunza (Città del Messico, 5 maggio 1991) è un'attrice messicana.
Conosciuta per avere interpretato Mariana in High School Musical - La sfida, Barbie in Cuando toca la campana e Melody in Junior Express

## Biografia
Nata nel 1991 a Città del Messico da Felipe Jesus Magaña Barrera e Maria Luisa Inzunza. Ha un fratello e due sorelle, Azul, Miguel e Angelica, tutti più grandi di lei. Ha 5 nipoti, Zoe, Santi, Lucca, Santiago e Sasika. Da circa 6 anni è fidanzata con Gilberto Ornelas Bajaras. Inizia la sua carriera televisiva nel 1998, all'età di 7 anni, insieme a sua sorella Angelica Magaña in Chiquititas dove interpreta il ruolo di Sol.
Nel 2007 partecipa al reality show High School Musical - La selección, che permette, ai vincitori, di partecipare ad un film spin-off del successo statunitense High School Musical. Vincendo il programma, Magaña dà la voce agli album del programma, prende parte al film High School Musical - La sfida interpretando il ruolo da protagonista femminile e partecipa ai tour teatrali correlati al programma televisivo, insieme al cast, tra il 2007 e il 2008. Il film venne pubblicato nel 2008 in Messico e l'anno successivo anche in Italia. 
Sempre nel 2007 Magaña partecipa in alcuni episodi della serie La vida es una cancion.
Nel 2009 appare nell'episodio 21 della prima stagione di A cada quien su Santo, interpretando Lucia.
Nel 2011 partecipa a Cuando toca la campana, dove interpreta uno dei ruoli principali, Barbie. Nello stesso anno partecipa allo spot pubblicitario per pubblicizzare un succo di frutta, Ades-Energia Saludable
Nel 2013 inizia a lavorare in Junior Express, una serie di Disney Junior Latino America, che ha avuto un grandissimo successo in tutto il continente Latino Americano. Nella serie interpreta il ruolo di Melody.
Nel 2014 Mariana partecipò alla seconda stagione della serie. Subito dopo prende parte al tour Topa en Junior Express-Todos a bordo.
Nell'inizio del febbraio del 2015 iniziano le registrazioni della terza stagione di Junior Express.
Nel marzo dello stesso anno parte del cast della serie parte verso Città del Messico per esibirsi nel centro commerciale Perisur a Città del Messico. 
Anche la terza stagione sarà seguita da un tour che inizierà il 20 giugno del 2015 nel teatro opera Allianz di Buenos Aires e finirà il 29 di novembre del 2015 nel Movistar Arena a Santiago del Cile. Purtroppo Magaña si ritirerà dal tour il 17 agosto 2015 e non prenderà più parte alla serie per dedicarsi ad altri progetti artistici. Nella quinta ed ultima stagione di Junior Express farà un'ultima apparizione in un solo episodio.

## Filmografia

### Cinema
- High School Musical - La sfida (2008)

### Televisione
- Chiquititas (1998)
- High School Musical - La selección (2007)
- Cuando toca la campana (2011-2012)
- Junior Express (2013-2017)

## Discografia

### Partecipazioni
- 2007 - High School Musical - La selección Volúmen 1
- 2007 - High School Musical - La selección Volúmen 2
- 2011 - Cuando toca la campana
- 2014 - Junior Express - cd
- 2015 - Junior Express - Un Nuevo Viaje